# 盧曾
卢曾（9世纪？—903年），唐朝末年官员，字孝伯，祖先是范阳人。
卢曾喜欢读书，有所追求。开始担任齐州防御使朱琼从事，朱琼降朱温，他参预其谋，与他一起归附朱温。朱琼死后，朱温任命他为宣义幕职。卢曾性忠直，不能取悦于众人，每次勋府宴会，大家谈的正高兴，卢曾率然纠正，往往不合朱温的心意。左长直军使劉捍被委任一方，卢曾愤愤不平。朱友謙平定陕州，命卢曾前往议事，有个使院小将随行，他嗜酒，荒逸过度。卢曾复命，想要揭发其罪，把疏文放到袖中，好几天没有机会说。小将恐怕事情泄露，于是诬告卢曾因酒败事，刘捍借机证明，于是罢职，回到齐州别墅。青州王师范起兵，朱温派卢曾劝说青州不要背盟，于是持檄前往。既至青州，王师范囚禁他，送到淮南，遇害。后朱温揭露王师范之罪，说：“丧我骨肉，杀我宾僚。”将其族诛。召卢曾两个儿子，都授以官职。